# 34 Brygada Artylerii Haubic Ciężkich
34 Łużycka Brygada Artylerii Haubic Ciężkich (34 BAHC) – związek taktyczny artylerii Wojska Polskiego.

## Formowanie i zmiany organizacyjne
Brygada została sformowana latem 1953 roku, w garnizonie Szlaga, w składzie 8 Dywizji Artylerii Przełamania, według etatu Nr 4/98 o stanie 747 żołnierzy i 12 pracowników kontraktowych. Jednostka została utworzona na bazie 70 pułku artylerii haubic oraz stanu osobowego i wyposażenia 131 pułku artylerii haubic bez jednego dywizjonu. W grudniu 1955 roku brygada została rozformowana.